# Gastrotheca microdiscus
Gastrotheca microdiscus es una especie de anfibios de la familia Amphignathodontidae.
Es endémica de Brasil.
Su hábitat natural incluye bosques bajos y secos y montanos tropicales o subtropicales secos.
Está amenazada de extinción por la pérdida de su hábitat natural.